# Л’Эгюий
Л’Эгюи́й (фр. L’ Éguille) — коммуна во Франции, находится в регионе Пуату — Шаранта. Департамент коммуны — Приморская Шаранта. Входит в состав кантона Руайян-Запад. Округ коммуны — Рошфор.
Код INSEE коммуны — 17151.

## Население
Население коммуны на 2010 год составляло 897 человек.
| 1962 | 1968 | 1975 | 1982 | 1990 | 1999 | 2010 |
| ---- | ---- | ---- | ---- | ---- | ---- | ---- |
| 755  | 767  | 660  | 670  | 722  | 758  | 897  |